# Говард Гольмефйорд Лорентцен
Говард Гольмефйорд Лорентцен (норв. Håvard Holmefjord Lorentzen, /hoːʋar hol̻meˌfjuːr luːn̺t̺sen/) — норвезький ковзаняр, олімпійський чемпіон та медаліст, чемпіон світу, призер чемпіонату світу. 
Золоту олімпійську медаль та звання олімпійського чемпіона Лорентцен виборов на Пхьончханській олімпіаді 2018 року на дистанції 500 метрів. НА дистанції 1000 метрів він був другим .

## Зовнішні посилання
- Досьє на speedskatingresults.com [Архівовано 20 лютого 2018 у Wayback Machine.]

## Виноски
1. ↑  https://www.teamnor.no/profiler/skoyter/havard-holmefjord-lorentzen/
2. ↑  Olympedia — 2006.
3. ↑  Ім'я та прізвище спортсмена подано в транслітерації.
4. ↑  Men's 500 metres results (PDF). Архів оригіналу (PDF) за 19 лютого 2018. Процитовано 30 березня 2018.
5. ↑  Men's 1000 metres results (PDF). Архів оригіналу (PDF) за 23 лютого 2018. Процитовано 30 березня 2018.